# 銀杉
银杉（學名：Cathaya argyrophylla）是松科银杉屬，为中国特产的稀有树种。
种加名 argyrophylla  意为“银色叶子的”。

## 形态
常绿乔木，高可达20米，枝平列，小枝有毛。叶两型，生长枝上的叶放射状散生，长4～5厘米；短枝上的叶轮生，长不到2.5厘米，线形，下面有白色气孔带。长椭圆卵形球果，长3～5厘米，圆形至卵圆形种鳞。有13～16个，长1.5～2.5厘米，上面有两个种子，有长椭圆形薄翅。

## 生态
分布于气候潮湿，年均温8.4～14.8℃；多雾，年均相对湿度80％以上的地区。土壤为黄壤、黄棕壤、黄色石灰土，PH3.5～6.0，土层浅薄，多砾石。银杉喜光，幼苗需庇荫。耐寒性较强，能忍受-15℃低温。10月球果成熟，种鳞张开，种子散落；种子有休眠特性，易丧失发芽力。

## 分布
主要分布于中国广西东北部、四川南部、湖南南部、贵州西北部。1956年始发现。